# Trifolium pichisermollii
Trifolium pichisermollii är en ärtväxtart som beskrevs av Jan Bevington Gillett. Trifolium pichisermollii ingår i släktet klövrar, och familjen ärtväxter. Inga underarter finns listade i Catalogue of Life.